# Euskal Bizikleta 2008
Die 18. Euskal Bizikleta war ein Rad-Etappenrennen, das vom 6. bis 8. Juni 2008 stattfand. Das Rennen wurde über 467,9 Kilometer in drei Etappen ausgetragen und zählte zur UCI Europe Tour 2008, wo es in die höchste Kategorie 2.HC eingestuft war.

## Etappen

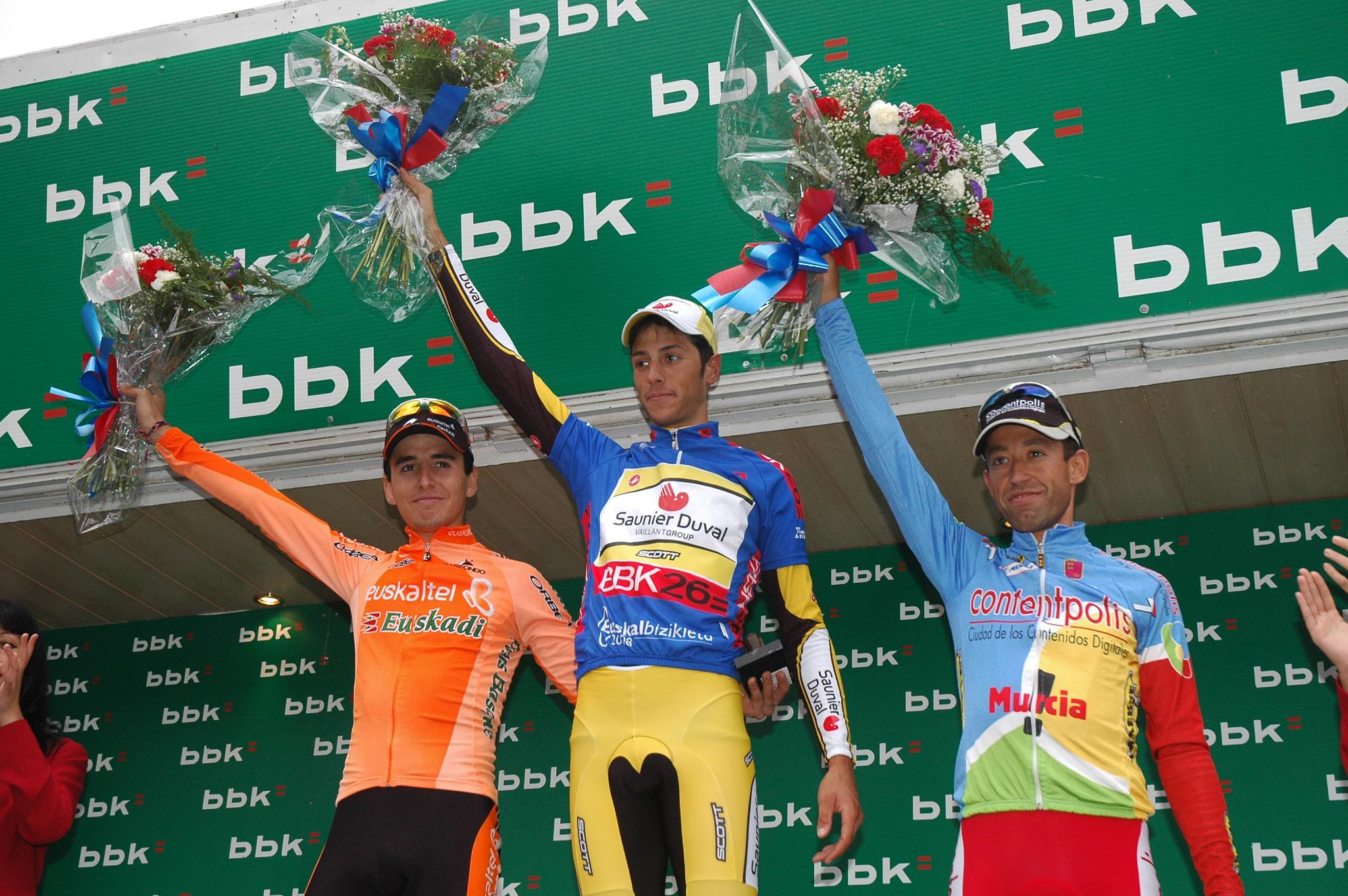
Siegerehrung der Euskal Bizikleta 2008

| Etappe    | Tag     | Start – Ziel      | km    | Etappensieger   | Gesamtwertung  |
| --------- | ------- | ----------------- | ----- | --------------- | -------------- |
| 1. Etappe | 6. Juni | Bakio – Bakio     | 154,5 | Daniel Moreno   | Julián Sánchez |
| 2. Etappe | 7. Juni | Agurain – Agurain | 162,7 | Koldo Fernández | Julián Sánchez |
| 3. Etappe | 8. Juni | Eibar – Arrate    | 150,7 | Eros Capecchi   | Eros Capecchi  |